# Aphis alstroemeriae
Aphis alstroemeriae är en insektsart som beskrevs av Essig 1953. Aphis alstroemeriae ingår i släktet Aphis och familjen långrörsbladlöss. Inga underarter finns listade i Catalogue of Life.